# مرحله پلی آف مقدماتی ای‌اف‌سی کاپ ۲۰۱۲
مرحله پلی آف مقدماتی ای‌اف‌سی کاپ ۲۰۱۲ بین دو تیم (هر دو از منطقه غرب آسیا) برگزار شد.
قرعه‌کشی مرحله پلی آف مقدماتی در تاریخ ۶ دسامبر ۲۰۱۱، ساعت ۱۵:۰۰ به یوتی‌سی ۸:۰۰+ در مقر کنفدراسیون فوتبال آسیا در کوالا لامپور، مالزی برگزار شد. در این قرعه‌کشی، میزبان مسابقه پلی‌آف که در ۱۸ فوریه ۲۰۱۲ برگزار شد، مشخص گردید.
در صورت لزوم، برای تعیین برنده، از وقت اضافه و ضربات پنالتی استفاده می‌شد. برنده به مرحله گروهی راه پیدا می‌کرد تا به جمع ۲۸ تیمی که مستقیماً وارد مرحله گروهی شده بودند و ۳ تیم بازنده دور نهایی پلی آف مقدماتی لیگ قهرمانان آسیا ۲۰۱۲ بپیوندد.

## مسابقات
| تیم ۱          | نتیجه          | تیم ۲          |
| منطقه غرب آسیا | منطقه غرب آسیا | منطقه غرب آسیا |
| -------------- | -------------- | -------------- |
| ویکتوری        | ۳–۴            | التلال         |

نکته
- نکته ۱: با توجه به بحران سیاسی در یمن، کنفدراسیون فوتبال آسیا تصمیم به تغییر محل برگزاری از عدن، یمن به ماله، مالدیو کرد.[۴]

### منطقه غرب آسیا
| ویکتوری                                     | ۳–۴    | التلال                                                     |
| ------------------------------------------- | ------ | ---------------------------------------------------------- |
| عمیر ۳۶' (پنالتی)، ۵۹' (پنالتی) · شافیو ۵۰' | Report | بلعید ۲۳' (پنالتی) · رمزی ۳۲' · العمزه ۴۵+۴' · الروطده ۷۷' |

### منطقه شرق آسیا
دو تیم زیر در ابتدا قرار بود وارد پلی آف مقدماتی در منطقه شرق آسیا شوند:
- ترنگانو
- آیه‌یاوادی یونایتد

پس از انصراف لیائونینگ هووین و رد صلاحیت پرسیپورا جایاپورا از پلی آف مقدماتی لیگ قهرمانان آسیا ۲۰۱۲ منطقه شرق آسیا، تنها سه تیم باقی ماندند، به این معنی که تنها یک تیم بازنده دور نهایی به جای دو تیم، وارد ای‌اف‌سی کاپ در منطقه شرق آسیا می‌شد. در نتیجه، هیچ پلی آف مقدماتی برای منطقه شرق آسیا لازم نبود و هر دو نماینده دوم مالزی (ترنگانو) و میانمار (آیه‌یاوادی یونایتد) که در ابتدا قرار بود وارد پلی‌آف مقدماتی ای‌اف‌سی کاپ شوند، به طور خودکار به مرحله گروهی راه یافتند. پرسیپورا جایاپورا بعداً به طور موقت به لیگ قهرمانان آسیا ۲۰۱۲ بازگردانده شد، اما ای‌اف‌سی تصمیم گرفت که بازنده مسابقه پلی آف مقدماتی بین آدلاید یونایتد و پرسیپورا جایاپورا به مرحله گروهی ای‌اف‌سی کاپ ۲۰۱۲ راه پیدا نکند.